# Pekao Open 2017
Il Pekao Szczecin Open 2017 è stato un torneo di tennis facente parte della categoria ATP Challenger Tour nell'ambito dell'ATP Challenger Tour 2017. È stata la 25ª edizione del torneo e si è giocato a Stettino in Polonia dall'11 al 17 settembre 2017 su campi in terra rossa, con un montepremi di €127.000+H.

## Partecipanti singolare

### Teste di serie
| Nazionalità | Giocatore           | Testa di serie |
| ----------- | ------------------- | -------------- |
| Francia     | Richard Gasquet     | 1              |
| Germania    | Florian Mayer       | 2              |
| Italia      | Alessandro Giannesi | 3              |
| Argentina   | Carlos Berlocq      | 4              |
| Italia      | Marco Cecchinato    | 5              |
| Polonia     | Jerzy Janowicz      | 6              |
| Norvegia    | Casper Ruud         | 7              |
| Argentina   | Renzo Olivo         | 8              |

### Altri partecipanti
Giocatori che hanno ricevuto una wild card:
- Marcin Gawron
- Karol Drzewiecki
- Adrian Andrzejczuk

Giocatori che sono passati dalle qualificazioni:
- Robin Stanek
- Maxime Tabatruong
- Artem Smirnov
- Guillermo Duran

## Vincitori

### Singolare
Richard Gasquet ha battuto in finale  Florian Mayer con il punteggio di 7–6(3), 7–6(4).

### Doppio
Wesley Koolhof /  Artem Sitak hanno battuto in finale  Aljaksandr Bury /  Andreas Siljeström con il punteggio di 6–1, 7–5.